# 더불어민주당원 댓글 조작 사건
더불어민주당원 댓글 조작 사건은 2014년부터 2018년까지 친노 친문 파워블로거이자 경제적공진화모임(경공모) 대표 김동원(필명: 드루킹), 당시 더불어민주당 국회의원 김경수, 그리고 경공모 회원이자 더불어민주당 권리당원들이 공모하여 인터넷에서 각종 여론 조작을 한 사건이다.
2018년 3월, 최초에 이들 일당은 정부 여당에 인사 청탁한 것이 거부된 것에 반감을 갖고, 네이버 뉴스 기사 댓글에서 매크로 프로그램을 이용해 문재인 정부를 비방하는 여론 조작 활동을 한 것이 적발되었다. 이후 경찰 조사를 통해, 기존 혐의 외에 19대 대선 이전부터 문재인 당선과 옹호를 위해 인터넷 포털과 커뮤니티 등지에서 조직적인 여론 조작을 해왔다는 구체적인 증거도 확보되었다. 또한, 여러 증거를 통해 드루킹 일당이 문재인 정부 및 민주당의 주요 인사들과 연관이 있다는 의혹도 불거졌다.
이 사건에 대하여 더불어민주당은 민주당의 고발로 인하여 적발된 선거 브로커의 개인 일탈 행위로 규정하고, 관련 의혹에 대한 선긋기에 나섰으나, 주범인 드루킹 본인은 이 사건의 최종책임자로 민주당 김경수를 지목하였다. 자유한국당과 바른미래당 등은 이를 부정 선거로 문재인의 대통령 당선 무효도 가능한 여론 조작 게이트라고 규정하고, 정부 여당의 여론 조작 연루 의혹에 대한 특검을 요구하며 대여 공세를 가하였다.
특검 여부에 대한 여야의 대립으로 한동안 국회가 정상화되지 못하다가, 2018년 5월 21일 국회 본 회의에서 특검법이 통과되어 6.13 지방선거 이후에 본 사건에 대한 특검 수사에 착수하게 되었다. 특검법 통과 직후 네이버 댓글 수가 36.5% 가까이 대폭 감소하여, 종전까지 비정상적인 경위로 대규모 댓글을 작성하던 댓글부대가 수사에 대한 압박으로 일제히 종적을 감춘 정황이 포착되었다.
특검은 8월 27일 수사 결과 보고를 통해 드루킹 일당이 댓글 조작 1억 회 중 8840만 회를 김경수와 공모한 것으로 결론 내렸으나, 김경수 측은 특검이 제기한 혐의를 전면 부인하였다.  특검은 드루킹 일당을 업무방해와 정치자금법 위반 혐의로, 김경수를 업무방해와 공직선거법 위반 혐의로, 김경수의 보좌관을 뇌물수수 혐의로 각각 불구속 기소하였다.
해당 사건에 대해 1심을 맡은 서울중앙지방법원은 2019년 1월 30일 김동원 씨에게 댓글 조작, 뇌물공여 등의 혐의에 대해서는 징역 3년 6개월의 실형을, 정치자금법 위반 혐의에 대해서는 징역 6개월에 집행유예 1년을 선고했다. 함께 기소된 도두형 변호사 등 일당 9명에겐 집행유예에서 징역 1년 6개월에 이르는 실형을 선고했다.
또한 서울중앙지법은 김경수가 드루킹 일당의 댓글 조작에 가담하였다고 판단하였고, 이에 따라 1심에서 김경수에게 징역 2년의 실형을 선고하였다. 혐의별로는 댓글 조작을 통한 업무 방해 혐의에 대해선 징역 2년의 실형을, 공직선거법 위반 혐의에 대해선 징역 10월에 집행유예 2년을 선고했다. 2심에서도 업무 방해 혐의에 대해서는 그대로 징역 2년이 선고되었으나, 공직선거법 위반 혐의에 대해서는 무죄가 선고되었다. 2021년 7월 21일, 대법원에서 원심에 대한 확정 판결을 내려 김경수에게 징역 2년형이 최종 선고됨에 따라, 김경수는 경남도지사직을 상실하였다.

## 경과

### 여론 조작 혐의 수사
2018년 1월 19일 청와대 국민청원 게시판에서 네이버 뉴스 댓글 조작 의혹이 제기되면서 네이버와 더불어민주당은 이에 대해 수사를 의뢰하였고, 2018년 4월 13일 서울지방경찰청 사이버수사대는 네이버에서 문재인 정부를 비방하는 댓글에 조직적으로 추천 수를 조작한 민주당 권리당원 김모(48)씨, 양모(35)씨, 우모(32)씨를 업무방해 혐의로 구속하였다. 이후 공범 2명이 추가되어 민주당원 총 5명이 여론 조작에 가담한 혐의로 적발되었다. 처음에 이들은 자신들이 확보한 포털 사이트 아이디 614개와 매크로 프로그램을 활용해서 반정부적인 댓글에 자동으로 공감을 누르게 해, 보수세력이 여론 공작을 한다는 의혹을 만들어 내고자 하였다고 진술하였다.
그러나 이들은 원래 문재인 옹호를 위한 댓글 조작을 해왔던 일당으로, 정부 여당에 인사를 청탁한 것이 거부된 것에 대한 반감으로 반정부 댓글 조작으로 전환하였다가 덜미가 잡힌 것으로 밝혀졌다. 이후 5월 7일 수사 기준으로, 최초에 적발된 1월 17일부터 18일까지 이틀 동안의 범행 시기에만 댓글 조작에 사용된 아이디는 2,290 개로, 조작 댓글 수는 2만여 개로 대거 늘어났다. 이들 중 한 명은 친노무현 및 친문재인 성향의 파워블로거인 '드루킹'으로, 최근까지 "나는 노무현의 지지자, 문재인의 조력자이며 문 대통령의 시각으로 정국을 본다"는 글을 올리며 문재인 대통령을 공개 지지해 온 것으로 밝혀졌다.
이후 드루킹 측근 '초뽀'에 대한 압수수색 결과, 19대 대통령 선거 이전부터 댓글작업을 해왔다는 결정적인 USB 증거를 확보하였다. 드루킹의 측근 '서유기' 박 모씨는 경찰이 USB 자료를 제시하자 대선 때 댓글 조작을 하였다고 자백하였다.
수사 과정에서 확보된 '모니터 요원 매뉴얼'이라는 문건에서는, 포털 공통 아이디로 추천된 기사를 파악하라는 등의 구체적 댓글 작업을 지시하였고, 회원 2000명에 달하는 진보 성향 네이버 카페의 오프라인 사무실에서 나눠주는 USB를 활용해 보안을 유지하라는 지침이 있었다. 이들 일당은 경찰의 압수수색 과정에서 USB를 화장실 변기에 버려 증거인멸을 시도하기도 하였다.
7월 24일, 드루킹이 체포 직전 숨겼던 여론 조작 및 김경수 관련 내용이 담긴 60기가 분량의 USB 메모리 자료를 특검에 제출하였다. 드루킹이 평소 자신의 모든 일을 기록하고 남기는 습관이 있어, 이를 확보한 특검팀은 더 이상 드루킹의 협조가 필요 없을 정도라고 밝혔다. 또한 특검에서 트루크립트로 암호화된 파일들에 대한 해제를 통해 일부를 해독하였고, 그러자 드루킹 일당들이 진술을 하기 시작했다고 알려졌다.

### 더불어민주당 김경수 의원과의 관계
이들이 더불어민주당 김경수 의원과 모바일 메신저 텔레그램을 통하여 교신하였다는 증거도 확보되었다. 일당이 김경수와 메시지를 주고받은 시점은 19대 대통령 선거 이전인 2016년까지 거슬러 올라가는 것으로 알려져, 대선 때도 부정한 여론 조작을 하였는지 여부에 대한 의혹도 불거졌다.
최초 브리핑에서 경찰은 드루킹이 김경수에게 기사나 댓글 조작 사실을 메시지로 보내면 김경수는 답하지 않거나 의례적인 답만 하였다고 하였고, 경공모 회원 역시 같은 주장을 하였으나, 수사 결과 김경수도 드루킹에게 기사 URL을 보내는 등 서로 메시지를 주고받은 것으로 드러났다. 경찰에 의하면 김경수는 2016년 11월부터 2018년 3월 사이에 드루킹에게 메시지 14개를 보냈고, 이 중 10개가 기사 주소였다. 김경수가 보낸 기사는 모두 직간접적으로 문재인에 관련된 것이었고, 김경수가 기사를 보내며 "홍보해주세요"나 "네이버 댓글은 원래 반응이 이런가요" 등의 메시지를 보내면 드루킹은 "알겠습니다" 또는 "처리하겠습니다"라고 답한 것으로 알려졌다. 경찰은 김경수가 보낸 해당 기사에 SNS 친구가 사실상 없고 문재인 지지 댓글 활동만 벌인 비정상적인 SNS 계정도 발견하여, 이 기사들에 드루킹 일당의 여론 조작 정황이 있는지 조사에 착수하였다.
드루킹이 추후 특검에 제출한 USB 내 자료에는 드루킹이 배후로 지목한 김경수와의 보안 메신저 대화, 김경수와 만난 일시와 상황을 기록한 일기, 김경수에게 보고했던 ‘댓글 작업’ 내용 등이 포함된 것으로 알려졌다. 드루킹이 여타 정치권 인사를 접촉한 내용도 포함돼 있다고 전해졌다. 특검은 8월 15일 김경수에게 댓글 조작 공범 혐의로 구속영장을 신청하였으나, 18일 법원은 혐의에 다툼의 여지가 있다고 보고 영장 신청을 기각하였다.

### 매크로 및 자체 서버 활용 여론 조작
경찰은 드루킹이 2018년 1월부터 매크로 프로그램을 구입해 사용하였다고 하였으나, 2017년 7월에도 매크로를 이용해 팟캐스트 순위를 조작한 것으로 알려져, 경찰이 밝힌 시점 이전에도 매크로를 사용해 조작활동을 벌인 것으로 밝혀졌다.
또한 경찰 수사 결과, 드루킹 일당은 2014년에 이미 여러 명이 동시다발적으로 사용해 매크로보다 더 대량으로 여론 조작이 가능한 '킹크랩'이라고 불리는 자체 서버를 구축하여, 비밀 대화방을 통해 여론 조작할 기사를 올려왔던 것으로 밝혀졌다. 이에 따라 경찰은 압수한 서버를 통해 지난 19대 대통령 선거에서도 불법 댓글 조작이 이루어졌는지 여부에 대해 조사에 착수하였다. 드루킹의 최측근이며 '킹크랩'의 개발자인 '둘리' 우 모 씨는 특검 조사에서 킹크랩 초기 버전을 만들어 시연한 것으로 확인되었다.

### 인사 청탁 관련 정황
주범인 드루킹은 대선 당시 문재인 후보를 지지하는 온라인 활동을 벌인 뒤, 그에 대한 대가로 김경수 의원 등 여권 인사들에게 오사카 총영사 자리에 대한 인사 청탁을 하였다가 거절당하자, 그 뒤로 반감을 품고 이같은 반정부 댓글 조작을 벌인 것으로 알려졌다.
4월 16일 김경수는 드루킹이 오사카 총영사로 임명을 요구한 대형 로펌 변호사에 대한 인사 추천을 청와대 인사수석실에 전달하였지만, 청와대에서 거절하였다고 해명하였다. 이에 대해 청와대는 인사 청탁과 관련해  "몰랐다"라는 해명에서 "부적합해 거절"로 말을 바꿨다. 김경수는 인사 청탁이 거절된 후 드루킹이 계속 반협박성 불만을 표출하였고, 민정수석실 인사 추천 얘기도 나오자 그 때부터 거리를 뒀다고 해명하였다. 그러나 문재인의 복심이자 민주당 실세로 불리는 김경수가 드루킹의 인사 청탁을 들어주려 한 것의 구체적인 이유는 설명하지 않았다.

## 주범 '드루킹'
민주당원 댓글 조작 사건의 주범으로 구속된 필명 '드루킹' 김동원(1969년 ~ )은 서울특별시에서 태어나서 명지대학교 경영학과를 졸업했으며 2000년대 초반부터 진보 성향의 친민주당 파워블로거로 주목 받았던 인물이다. 드루킹이라는 필명은 월드 오브 워크래프트에 등장하는 캐릭터이자 능수능란한 소환과 변신술을 자랑하는 고대의 마법사인 드루이드에서 유래된 이름으로서 '드루이드의 왕'이라는 뜻을 갖고 있다.
드루킹이 운영했던 네이버 블로그 '드루킹의 자료 창고'는 2009년과 2010년 연속해 '시사·인문·경제 파워블로그'에 선정되었으며, 누적 방문자 수는 2018년 3월 980만 명을 돌파하였다. 드루킹은 5월 17일 탄원서에서 본인을 포항 노사모의 창립 멤버이자 2002년부터 글을 써온 뚜렷한 친노무현 성향의 인사로 소개하면서, 배신한 선거 브로커로 몰아가는 김경수와 민주당의 주장에 반박하였다.

### 댓글 작업 유령 출판사
드루킹은 2010년 경기도 파주 출판단지에 '느릅나무 출판사'를 설립하였는데, 이 출판사는 8년 간 책을 한 권도 출판하지 않은 유령 출판사로, 사실상 드루킹 일당의 댓글 조작 아지트 역할을 해왔다. 인근 출판사 직원들은 느릅나무 출판사에서 일하는 사람들은 출판업에 대해 무지하였고, 저녁 9시 이후에도 20~30명씩 노트북이나 태블릿PC를 들고 모여 있었다고 증언하였다. 그래서 주변 사람들은 느릅나무 출판사를 보이스 피싱 조직으로 의심하기도 하였다.

### 민주당 핵심 인사들과 연계성
드루킹은 2018년 1월 본인이 만든 인터넷 카페 경제적 공진화 모임(경공모) 대화방에서 회원들에게 자신들이 문재인 정부를 1년 4개월 동안 도우면서 김경수 의원과 관계를 맺었다는 사실을 강조하였다. 그리고 김경수에게 대선 직전에 일본 주재 대한민국 대사 또는 오사카 총영사 자리를 부탁하였으나, 김경수는 그 자리는 외교 경력이 풍부한 사람이 해야 돼서 못 준다고 말한 사실도 언급하였다. 드루킹은 이어 그 자리에 외교경력이 없는 친문 기자가 발령을 받으면 행동에 들어가 날려버리겠다는 엄포를 미리 놓기도 하였다. 드루킹의 예고대로 4월 9일 외교 경력이 없는 한겨레 신문 논설위원 출신 오태규가 오사카 총영사로 임명되자, 이에 반발해 반정부 댓글 조작에 들어간 것으로 알려졌다.
실제로 드루킹이 2017년 대통령 선거를 전후해 40~50명의 회원이 참여하는 40~50개의 텔레그램 대화방을 운영해 왔던 단서를 경찰이 발견하였다. 이 중에서 여러 단톡방에 김경수 의원이 방원으로 참여한 정황도 나왔다. 특히 이들이 주고받은 문자메시지 중에는 문재인 당시 후보에게도 보고하였다는 내용도 있었다고 경찰 관계자는 밝혔다.

### 친문 댓글부대와 연계성
드루킹은 2017년 7월 자신의 팟캐스트에서 대선을 앞두고 댓글 추천을 어떻게 하고 네이버에서 어떻게 싸워야 되는지 이야기하였다고 밝혔다. 드루킹은 이어 어떤 평가를 받든지 정권교체를 하고 문재인이 당선되면 되는 것 아니냐며, 결과적으로 대선에 도움이 됐다 생각한다고 말하여, 문재인 당선을 위한 네이버 댓글 활동을 해왔음을 밝혔다. 또한 2018년 2월에는 자신의 페이스북에 요즘 네이버 엉망이라 네이버 청소하러 간다면서, "자한당(자유한국당)하고 일베충들(일베저장소 회원들)은 긴장 좀 타야지?", "달빛기사단 작업대장에게 - 엔젤이 돌아왔다" 등의 언급을 하여, 문재인을 옹호하고 반대층을 공격하는 친문 댓글부대와의 연관성도 드러내었다.

### 친문 활동에서 반문 활동으로 전환
드루킹은 보수 진영에서 벌인 일처럼 가장해 매크로를 테스트하였다고 주장하였으나, 오랜 기간 친노 · 친문 성향의 활동을 해온 이들의 이 주장을 액면 그대로 신빙성이 있다고 보는 사람들은 많지 않다고 알려졌다. 김씨 일당이 인사청탁 무산에 따른 보복으로 반정부 댓글 공작을 하였다는 의혹이 제기되기도 하였다.
드루킹이 운영해 온 경공모 회원들의 증언에 따르면, 드루킹은 2010년에는 친박 단체에도 줄을 대려고 하였고, 이후 정의당, 김경수, 안희정 측에 차례대로 접근하다가 진보쪽에서 입지확대가 어렵게 되자, 최근 다음 차선책으로 제1야당인 한국당을 뚫어보려고 하였다고 한다. 최근 드루킹은 김경수, 안희정 쪽에 줄을 대려다 잘 되지 않자 "이쪽(더불어민주당)도 양아치"라면서 자유한국당 쪽에도 선을 댈 수 있다고 공공연히 얘기했다”고 한다.
경공모 사정을 잘 아는 인사도 내부에서 한국당 접촉설이 돌았다는 것을 인정하였다. 이 인사는 "드루킹이 진보쪽 인물인데 어떻게 보수쪽과 손을 잡을 수 있느냐"는 질문에는, 처음 정의당과 안희정 쪽에 접촉하였다 실패한 후 조직을 유지하기 위해 남은 선택지인 한국당 쪽으로 접촉하였다고 답하였다. 이어 "드루킹이 원래 진보성향이긴 하지만 그의 목표는 조직 유지가 최우선"이라며, "조직 유지를 위해선 정파를 얼마든지 뛰어넘을 수 있는 인물"이라고 평가하였다.
최근 드루킹은 경공모에서 문재인 정부에 대해서도 “문재인 정권은 예수회 선서를 한 자들만으로 꾸려졌고 그들에겐 로마가 조국”이라는 등의 주장을 해온 것으로 드러났다.

## 대선 정국 여론 조작 혐의

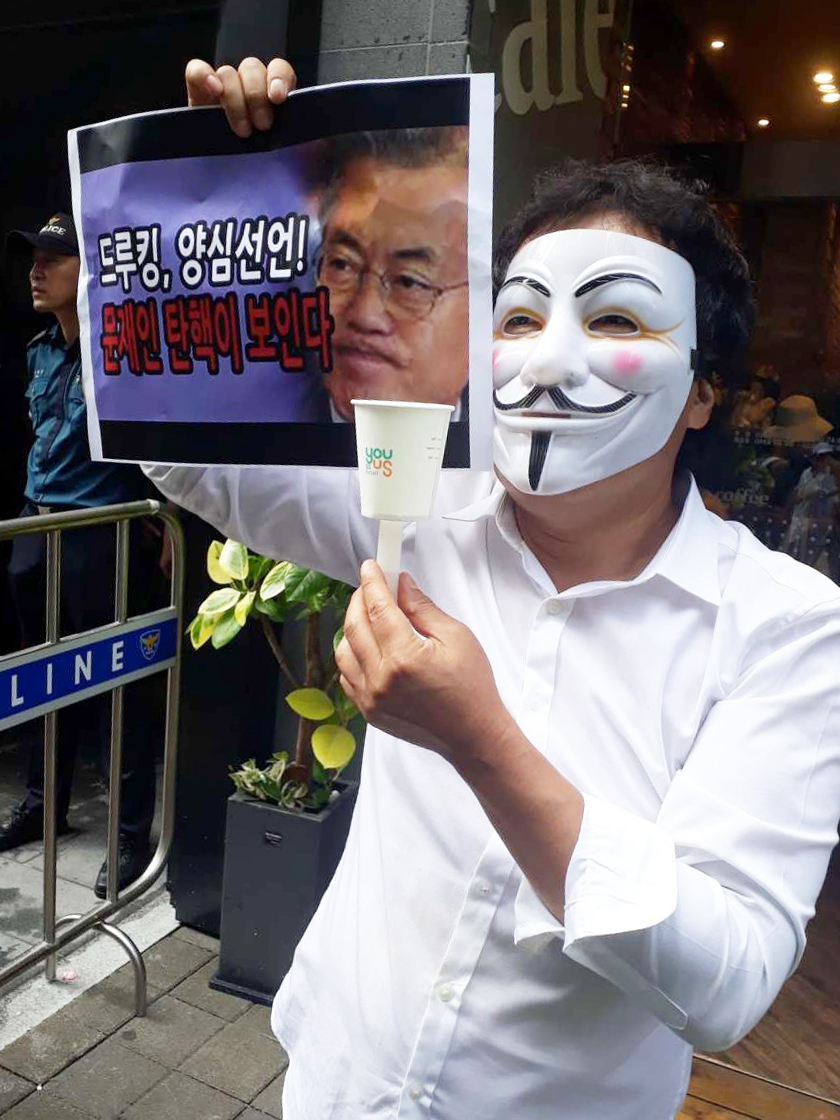
드루킹 특검 사무실 건물 앞에서 가이 포크스 가면을 쓴 시위자가 드루킹의 대선 여론 조작 혐의와 관련해 문재인 대통령의 탄핵을 주장하고 있다.

드루킹이 19대 대통령 선거 기간 동안 오늘의유머, 뽐뿌, MLB파크, 딴지일보, 82cook, SLR클럽, 루리웹 등의 커뮤니티에서 엄청난 양의 문재인 홍보 글, 타 후보 비방 글, 추천 수 및 댓글 조작 등으로 대규모 친문재인 여론 조작을 하였다는 혐의로 중앙선관위의 조사를 받았다는 사실도 드러나, 대선 정국 동안 조직적인 여론 조작에 대한 의혹도 제기되었다.
드루킹은 경찰에 체포되기 직전 페이스북에 "2017년 대선 댓글부대 진짜 배후가 누군지 알아? 진짜 까줄까?"라고 남기면서, “뒤로 더러운 짓 했던 놈들이 뉴스 메인에 나와 멘붕하는 날이 곧 올 것이다”라고 경고하여, 문재인의 당선으로 귀결된 대선 과정에서 댓글 공작의 배후에 누군가 더 있음을 암시하였다. 또한 드루킹은 월급을 주며 댓글 요원 30여명을 고용하여 이들에게 일일 댓글 조작 할당량을 부과한 후, 이를 채우지 못하면 퇴근을 시키지 않았다는 사실도 드러나, 정치권 인사와 유착이 있는 조직적인 정치 공작이라는 의혹이 제기되었다.

### 대선 전부터 매크로 댓글 조작 증거
서울지방경찰청은 '초뽀'라는 필명의 드루킹 측근 김 모씨의 거주지를 압수수색해 암호화된 USB 저장장치를 발견하였고, 분석 결과 대통령 선거 이전인 2016년 10월부터 2018년 3월까지 인터넷 기사 9만여건에 댓글작업이 있었다는 구체적인 정황이 드러났다. 초뽀의 USB 내에는 필명 '서유기' 박 모씨가 대선 전부터 기록해 놓은 댓글 조작 활동 일지가 있었다. 일지에 의하면, 서유기는 거의 매일 경공모(경제적 공진화 모임) 회원과 함께 작업한 기사 100~150여 건을 드루킹에게 보고하였다. 또한 조작과 관련한 드루킹의 지시 사항을 기록하기도 하였다. 뿐만 아니라, USB 내 매크로 서버 '킹크랩' 사용 지침에는 "경공모 회원들 비밀 채팅방에 댓글 작업할 기사 목록이 올라오면, 약속한 시간에 킹크랩에 동시 접속해 매크로 조작을 시행하라"는 지시가 적혀있었다. 서유기는 경찰이 확보한 USB 자료에 범행 일체를 시인하였다. 이에 따라 킹크랩을 이용한 댓글 조작이 파급력이 상당하였을 것이라는 분석이 제기되었다.

### '유시민 총리' 검색어 조작
특검의 수사 결과, 박근혜-최순실 게이트로 인한 탄핵 정국 시기에 드루킹 일당이 매크로 프로그램인 '킹크랩'의 위력을 검증하기 위해 '유시민 총리'를 네이버 실시간 검색어 순위에 올린 사실도 드러났다. 이 시기에 사용된 매크로는 '킹크랩'의 초기 모델인 '1기 킹크랩'으로, 드루킹 일당은 관련 내용을 보도한 기사에 '유시민 총리설'을 댓글로 올린 후, 해당 댓글을 '킹크랩'을 이용해 순식간에 베스트 댓글로 만들고 실시간 검색어 순위에 올렸다는 것이 밝혀졌다.

### 반기문 집중 공격
반기문이 유엔 사무총장을 퇴임하고 대선 도전 의사를 밝힌 후, 각종 논란으로 중도 사퇴를 하였는데, 이 과정에 드루킹의 댓글 공작이 개입됐다는 정황도 드러났다. 복수의 사정당국 관계자와 경공모 회원들의 진술에 의하면, 반기문이 귀국한 후 공항철도 티켓 논란, 현충원 방명록 작성 논란, 음성 꽃동네 턱받이 논란, 퇴주잔 논란 등 각종 구설수와 관련해, 반기문에 대한 부정적인 댓글을 집중적으로 올리는 공작을 펼친 것으로 알려졌다. 문화일보의 분석에 의하면 "김경수 오사카" 댓글을 반복적으로 올린 드루킹 일당의 아이디가 반기문에 대한 악성 댓글을 집중적으로 올렸던 것으로 확인됐다. 경찰은 반기문의 귀국 후 해당 기간 댓글 공작에 동원된 아이디는 총 2290여개라고 밝혔다. 실제로 드루킹 일당의 공작으로 논란이 불거진 기간, 당시 문재인의 지지율을 위협하던 반기문의 지지율은 급격히 곤두박질 쳤고, 이로 인해 반기문은 중도 사퇴를 하였다.

### 드루킹의 옥중 서신 자백
드루킹은 변호인에게 전달한 탄원서에서 대선 기간 댓글 조작 활동을 자백하였다. 드루킹은 2016년 10월 문재인이 유엔 대북 인권 결의안 투표와 관련해 조선민주주의인민공화국 측에 먼저 물어보고 결정하도록 하였다는 의혹이 불거진 송민순 회고록 사건이 터지자, 경공모의 모든 회원들이 밤새도록 일일이 댓글과 추천을 달아 문재인에게 터진 악재를 막았다고 하였다. 드루킹은 이 사건을 계기로 매번 밤을 지샐 수는 없어 김경수에게 보고하고 매크로 제작에 착수하였다고 밝혔다. 중앙일보의 분석에 따르면, 드루킹의 말대로 실제로 송민순 회고록 사건이 터졌을 때 드루킹 일당이 댓글 작업을 펼친 것으로 확인됐으며, 경공모 회원으로 추정되는 아이디의 회원이 여러 차례 베스트 댓글을 차지하는 기현상도 목격됐다. 당시 유력 대선 후보였던 문재인에 비판적인 댓글이 3일 만에 우호적으로 바뀌었던 것도 확인되었다.
또한 드루킹의 경공모는 더불어민주당 대통령 경선에서 300~500명씩 순회 경선 5군데에서 아무런 금전적 보상 없이 각자 자비로 문재인 대통령 후보 지지 활동을 할 정도였다고 진술하였다.
드루킹은 5월 17일 수감 중 적은 탄원서를 통하여, 자신은 수단과 방법을 가리지 않고 정권을 되찾고 싶었다고 언급하면서, 매크로를 이용한 댓글 조작에 대해 반성의 뜻을 표하였다.

## 김경수와의 공모
드루킹은 김경수와 텔레그램으로 기사와 댓글에 대한 메시지를 주고받고 여러차례 휴대전화로 통화까지 했다는 사실이 밝혀져, 사건이 알려진 초기 김경수의 연루 의혹이 제기되었다. 야당은 본 사건은 댓글 공장을 차려놓고 인터넷 포털을 점령해 여론을 조작한 정권 차원의 게이트라고 주장하며, 김경수 의원은 댓글 조작범들과 주고받은 텔레그램 메시지를 모두 공개하라고 요구하였다.
여러 가지 의혹에 대해 김경수는 드루킹의 오사카 총영사 인사 청탁을 청와대에 전달한 후 거절당하였다고 해명하였으나, 드루킹의 부탁을 들어주려 애쓴 이유를 설명하지 않아, 드루킹이 대체 어떤 힘을 가진 인물이기에 인사를 청탁하고 그 뒷수습에 청와대 인사수석실과 민정수석실이 동원됐는지 의문이 제기되었다. 김경수의 해명에 대해 자유한국당은 드루킹의 활동자금, 드루킹과 김경수가 주고 받은 메시지, 검찰과 경찰의 축소수사 의혹 등 규명해야 할 의혹이 많다고 지적하였다. 바른미래당 역시 김경수가 피해자를 가장하는 것이고, 대가성 인사청탁 사실을 통해 오히려 드루킹과 밀접한 관계라는 사실을 자인하였다고 비판하였다.

### 김경수와 댓글 작업 관련 메시지 교환 의혹
최초에 김경수가 소극적으로 드루킹의 메시지를 읽거나 의례적 내용의 간단히 답변만 하였다는 경찰의 발표와는 달리, 김경수가 드루킹에게 기사 링크를 보내기도 하였던 것으로 밝혀져, 드루킹과 김경수의 관계에 대한 경찰의 정부 여당 감싸기 수사 논란이 일었다. 김경수가 기사 링크를 보내며 홍보 등을 부탁하면 드루킹 측이 처리됐다고 답하여, 댓글 조작에 대한 김경수의 적극적인 개입 의혹이 불거졌다.
또한 드루킹의 측근 '서유기' 박 모씨는 10월 29일 서울중앙지법 형사합의32부(성창호 부장판사) 심리로 열린 김경수의 첫 공판기일에 증인으로 출석해, 김경수가 텔레그램 메시지로 보낸 기사에는 'AAA'라는 알파벳을 적어 두고 우선적으로 댓글 조작 작업을 하였다고 증언하였다.

### 김경수의 보좌관과 드루킹 측의 돈 거래 의혹
또한 김경수 의원의 보좌관과 드루킹 측 사이에서 인사 청탁과 관련된 수백만원 대의 금전 거래가 있었던 것으로 확인되어, 양자 간의 커넥션 의혹이 추가로 제기되었다.

### 드루킹 측의 김경수 정치후원금 납부 의혹
경찰은 드루킹 측근 초뽀에 대한 압수수색에서 경공모의 김경수 정치후원금 납부에 대한 자료를 확보하였다. 경찰이 확보한 암호화된 USB 내 엑셀 파일에는 경공모 회원 약 200여명이 2016년 11월 김경수에게 2700여만원을 납부하였다고 기록돼 있어, 경찰은 관련 사실을 확인 후 정치자금법 위반 여부를 판단한다고 밝혔다.

### 김경수의 매크로 댓글 조작 사전 연루 의혹
최초에 김경수는 4월 14일 기자회견에서 경공모가 매크로로 댓글을 조작하는 줄 몰랐으며, 매크로라는 것도 이번에 처음 알았다고 주장하였다. 이후 5월 4일 경찰 조사에서도 김경수는 댓글 조작을 알고 있었냐는 기자들의 질문에 아니라고 부인하였다.
그러나 드루킹은 2018년 5월 17일 작성한 탄원서에서 2016년 10월에 느릅나무 출판사 사무실에서 김경수에게 매크로 프로그램의 프로토 타입을 직접 시연하였고, 매크로를 사용한 댓글 조작에 고개를 끄덕여서라도 허락을 해달라고 요청하자, 김경수가 고개를 끄덕였다고 진술하였다. 이 시연 장면은 여러 명이 목격하였기 때문에 김경수가 발뺌하기는 어려울 것이라는 말도 덧붙였다. 드루킹은 김경수가 시연 후 이에 대하여 "뭘 이런 걸 보여주고 그러느냐. 그냥 알아서 하지"라고 위험 요소로부터 선을 그으려 하였으며, 드루킹은 "그럼 못 보신 걸로 하겠습니다"라고 답하였다고 하였다.
또한 드루킹은 같은 글을 통하여 이 사건의 최종 지시자, 보고 받은 자, 책임자로 김경수를 지목하고, 김경수가 자신들과 함께 법정에서 죄값을 치르기를 요청하였다.

### 김경수의 지방선거 협조 요청 의혹
2017년 3월 14일 드루킹이 김경수를 국회에서 만났을 때, 대통령 선거 뒤 2018년 6월 지방선거까지 도와달라는 요청을 받았다는 면담 기록을 특검이 2018년 8월 5일 입수하였다. 드루킹은 2017년 3월 김경수와의 만남 내용을 워드 파일로 정리한 뒤 경공모 회원들과 공유했다. 이 파일에서 드루킹은 “(두 달 뒤) 대선을 이길 것을 확신하지만…김 지사로부터 먼저 2018년 6월 지방선거까지 도와달라는 요청이 왔고 이에 응했다”고 했다. 이 파일에는 지방선거에 협조하는 대가로 드루킹이 제안한 재벌 개혁 정책과 경공모 주요 회원의 인사 문제가 해결돼야 한다는 내용도 있었다. 반면 김경수는 이러한 의혹에 대해 부인하였다.
특검은 김경수가 지방선거를 위해 선거운동 전 드루킹의 불법적인 댓글활동에 관여했다면, 공무원의 선거 개입을 금지하는 공직선거법 제85조 위반이 적용될 가능성을 포착하여, 조사를 위해 김경수를 소환하였다.

### 안철수 선거 전략 빼내 김경수에 전달 의혹
19대 대선을 1달 정도 앞두고 안철수 당시 국민의당 후보의 선거 홍보전략을 입수해 김경수 경남도지사 측에 건넨 정황을 허익범 특별검사팀이 확보했다.
경인선에서 작성한 <대선관련 정보보고>라는 문건의 <문재인에 대한 공격포인트>라는 항목에는 "양향자(전 삼성전자 상무, 더불어민주당 최고위원)가 반올림(삼성전자 반도체 피해자 관련 단체) 시위에 대해 비난한 사건으로 문재인이 이미지가 많이 깎였는데, 그런 문재인이 재벌개혁을 진짜 하겠냐 하는 프레임으로 갈 예정"이라고 적혀 있다. 또한 <문재인과의 차별화 전략> 항목에는 "안 후보의 약점은 박지원(민주평화당 의원) 이미지다. 김기춘 같은 이미지가 떠버려서 그 부분을 희석하기 위해 (4차 산업혁명 등) 젊고 미래비전을 보여주는 영상을 제작, 문재인과 차별화를 둘 것"이라고 돼 있다.
이 문건은 경공모 회원 '보람엄마' 이모 씨가 정리한 것으로 파악되며, 문건에는 '안철수 전 후보 측 캠페인팀장에게서 이 내용을 들은 동영상 제작 전문업체 대표 A 씨로부터 제보받은 것'이라고 적혀 있다. 정리된 문건은 김경수 지사의 보좌관에게 전달되었다.

## 청와대 및 민주당 연루 의혹

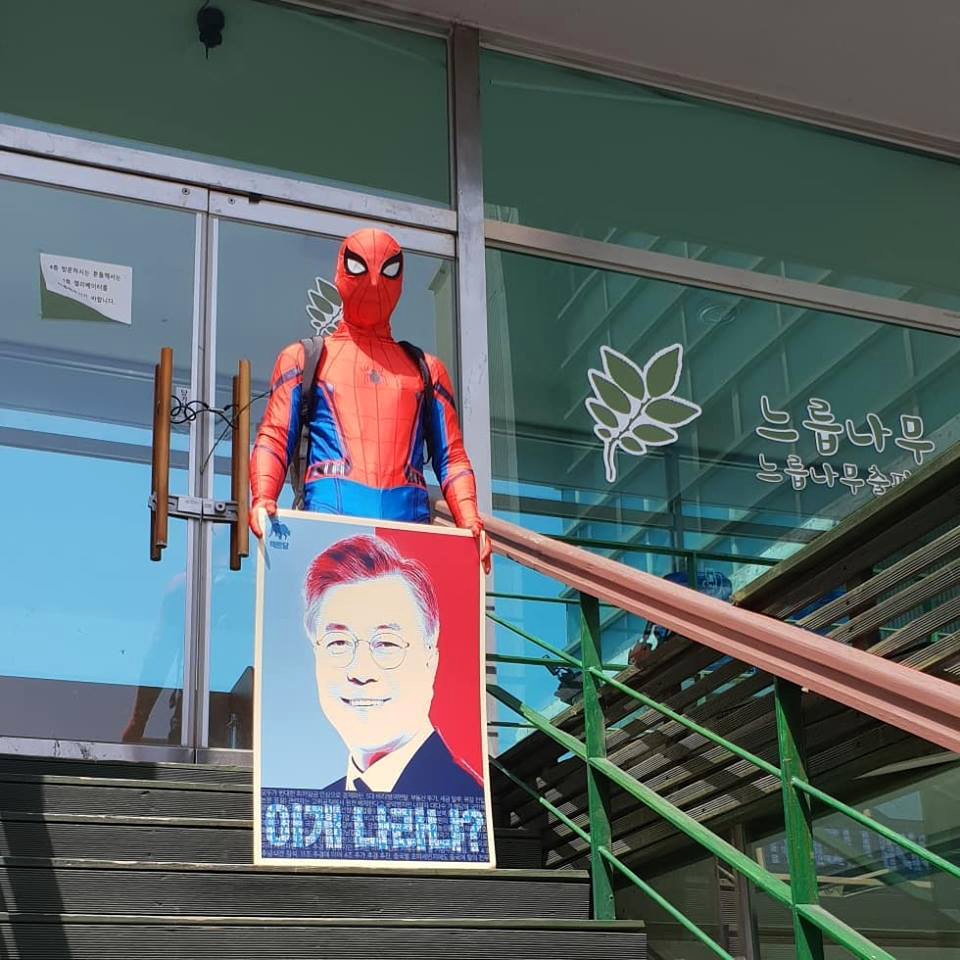
스파이더맨 복장을 한 시위자가 느릅나무 출판사 앞에서 드루킹 일당과 문재인 정부, 집권 여당인 더불어민주당 간의 연계 의혹을 제기하는 시위를 벌이고 있다.

드루킹 일당의 댓글 조작 활동에 대해 민주당과 청와대 측의 연루 의혹도 제기되었다.
바른미래당 안철수는 댓글 조작 일당이 작업을 해온 경기도 파주 느릅나무 출판사 앞에서 긴급 기자회견을 갖고, 이번에 드러난 것은 수많은 여론 조작과 선거 부정의 빙산의 일각일 수 있다고 밝혔다. 안철수는 '드루킹'이 잡혀있는 와중에도 드루킹이 쓴 댓글들이 지워지고 있다면서, 이것은 개인 일탈이 아니라 조직범죄와 공모한 것이라고 의혹을 제기하였다. 안철수는 이어 대선 이전부터 활동해 왔던 이들에 대해 부정 대통령 선거로 엄중하게 처리해야 한다며 역설하며, 특별검사 및 국정조사의 필요성을 강조하였다.
시민단체 회원들도 드루킹 일당의 작업장인 느릅나무 출판사를 항의 방문하여, 철저한 사건 수사를 요구하며 댓글 여론 조작을 비난하는 팻말과 현수막을 걸면서 비판의 목소리를 높였다.

### 드루킹의 인사 정보 사전 인지
드루킹이 2018년 4월 9일 임명된 오사카 총영사 인사정보를 3달 전에 이미 알았다는 점도 의혹을 부추겼다. 정부 인사 내정자 및 후보군에 대한 정보를 언론 보도 한참 전에 미리 파악하고 있었다면, 단순한 자발적 조력자가 아니고 정부 여당과의 긴밀한 관계를 맺고 있었다는 분석이 제기되었다.

### 청와대 인사들의 연루 의혹
드루킹은 대선 전인 2016년 6월부터 2017년 2월까지 훗날 청와대 제1부속비서관이 된 송인배를 4차례 만났던 것이 확인됐다. 송인배는 그 중 2차례 간담회 사례비 명목으로 돈을 받았으며, 김경수에게 드루킹을 소개한 것으로 밝혀졌다. 또한 백원우 민정비서관도 2018년 초 드루킹이 오사카 총영사로 추천한 도 모 변호사를 만났던 것으로 알려졌다.
이에 따라, 문재인의 측근인 김경수, 송인배 비서관, 백원우 비서관이 모두 드루킹과 연관됐다는 의혹이 제기되었다.

### 민주당의 드루킹 고발 취하 요구 논란
2017년 4월과 5월 사이 국민의당은 일괄적으로 ‘문팬’이라 명기한 국회의원, 선거 캠프 관련자, 문팬 카페지기 등 14명(9건)을 고소하였고, 이에 대응하여 민주당은 안철수팬 카페지기 등 회원 20명(11건)을 맞고소하였다. 이후 양 당은 합의를 거쳐 2017년 9월 20일경, 당시로서도 이미 재판이 시작되었던 문준용 관련 건을 제외한 모든 고소 건을 상호 취하하였다. 고소 당시 국민의당이 민주당에 보낸 고소·고발 목록에는 사건 번호가 기록되어 있지 않고 ‘문팬’ 14명이라고만 기재되어 있어, 법률위원회, 법률지원단, 변호인, 카페지기 등이 정확히 누가 고소되었는지를 알 방법은 없었다.
2018년 4월 18일 문화일보에서는 국민의당에 민주당이 고소 취하를 요청한 14명 중 국회의원이나 당직자가 아닌 일반인은 드루킹이 유일하였다는 사실을 바탕으로, “드루킹의 존재도 모른다던 민주당이 19대 대선 직후 국민의당에게 드루킹을 고발한 것을 취하해달라고 요구하였다”고 보도하였다. 야당 관계자는 이 보도를 토대로 민주당이 드루킹의 존재와 활동 내역을 알고 있었으며, 고발 취하 대상으로 합의하였던 국회의원과 당직자 외에 드루킹에 대하여서만 고발 취하를 요청한 것은 드루킹의 조직적인 범죄가 드러나지 않도록 무마한 것이라고 주장하였다.
이에 대하여 더불어민주당에서는 고발당한 문팬 14명에 드루킹이 포함되었는지 어쨌는지를 누구도 알 수 없었고, 고소 취하 대상을 '국회의원 및 당직자'에 한정하였다고 보도된 사실도 합의된 바 없다고 밝혔다.

## 문재인의 드루킹 활동 인지 의혹
2017년 대선 기간 드루킹이 운영하던 단톡방 문자메시지에서 문재인 당시 후보에게도 보고했다는 내용도 있어, 문재인이 대선 기간 이들의 활동 사실을 인지하고 있었는지 여부도 의혹으로 제기되었다. 경찰은 해당 메시지를 확보한 것은 맞다면서도 “사실 여부는 확인해봐야 한다”고 4월 16일 밝혔다.
바른미래당 유승민 공동대표는 "드루킹 게이트는 문재인 대통령의 핵심 측근과 민주당이 민주주의의 기본 가치와 질서를 유린한 것이 그 본질"이라고 지적하며, 19대 대통령 선거 과정에서의 여론 조작 의혹에 대해 문재인 대통령도 드루킹 특검 수사 대상이 되어야 한다고 말하였다. 같은 당 김동철 원내대표 역시 “문재인은 드루킹 사건과 연관된 당사자”라면서 “정권 게이트인데 문재인이 자신과 무관한 것처럼 유체이탈 화법을 하고 있다”라고 비판하였다.
2018년 10월 29일 서울중앙지법에서 열린 더불어민주당원 댓글 조작 사건 첫 공판에서 필명 '솔본 아르타' 양모씨는 법정 증언을 통해, 김경수가 당시 대선 후보였던 문재인에게 드루킹 일당 관련 사실을 보고하였고, 자신이 보호해주겠다고 직접 말했다고 진술하였다. 당시 경공모 회원들은 그 말을 듣고 모두 박수를 치며 환호하였다고도 진술하였다. 이것이 사실이라면 문재인이 댓글 조작 사실을 알았을 가능성이 크다는 의미여서 또다시 의혹이 제기되었다.

### 경인선 조직과의 관계 의혹
문재인이 드루킹의 조직인 경인선의 존재를 2017년 대통령 선거 당시에도 인지하고 있었다는 의혹이 제기되었다. 2018년 8월 초 특검은 대통령 선거 당시 문재인의 수행이었던 김경수의 드루킹 일당과의 문자 메시지를 복원하는 과정에서, 드루킹이 ‘경제적공진화모임(경공모)’ 회원들을 주축으로 당시 문재인을 지지하는 선플운동 조직인 ‘경인선(經人先, 경제도 사람이 먼저다)’을 만든 배경에 문재인의 의견이 반영되었다고 밝혔다. 특검에 의하면, 김경수가 경공모의 존재 등을 문재인에게 설명하였고, 이에 문재인은 경공모란 이름이 어렵지 않냐는 취지로 답을 하여, 이를 전해 들은 드루킹이 '경인선'이란 이름을 만들었다고 알려졌다.
또한 2018년 4월 19일, TV조선 등은 2017년 4월의 민주당 대통령 후보 경선 발표에서 문재인 대통령 영부인 김정숙이 주변의 만류에도 불구하고, 드루킹이 주도해서 만든 '경인선'에 가야 한다고 거듭 언급하는 영상을 보도하였다. 이에 김정숙이 드루킹의 조직을 인식하고 있었고, 또한 문재인 역시 그 존재를 알고 있었을 것이라는 논란이 제기되었다. 그러나 해당 보도는 김정숙이 경선 발표장에서 여러 지지단체를 찾아다니며 인사하던 중, “경인선, 경인선” 하는 함성이 들리자 그쪽으로 향하며 경인선에도 가야 한다고 말한 사실을 짜집기 편집하여 드루킹과 경인선에서 올린 영상을 인용한 것이었다. 영상의 원작자는 드루킹 측이 경인선의 홍보를 위하여 “입맛대로 편집된 영상”을 올렸다고 밝혔으며, 영상을 “맥락 생략하고 악의적으로 해석하지 말자”고 언론을 비난하였다.

## 노회찬에 정치자금 전달

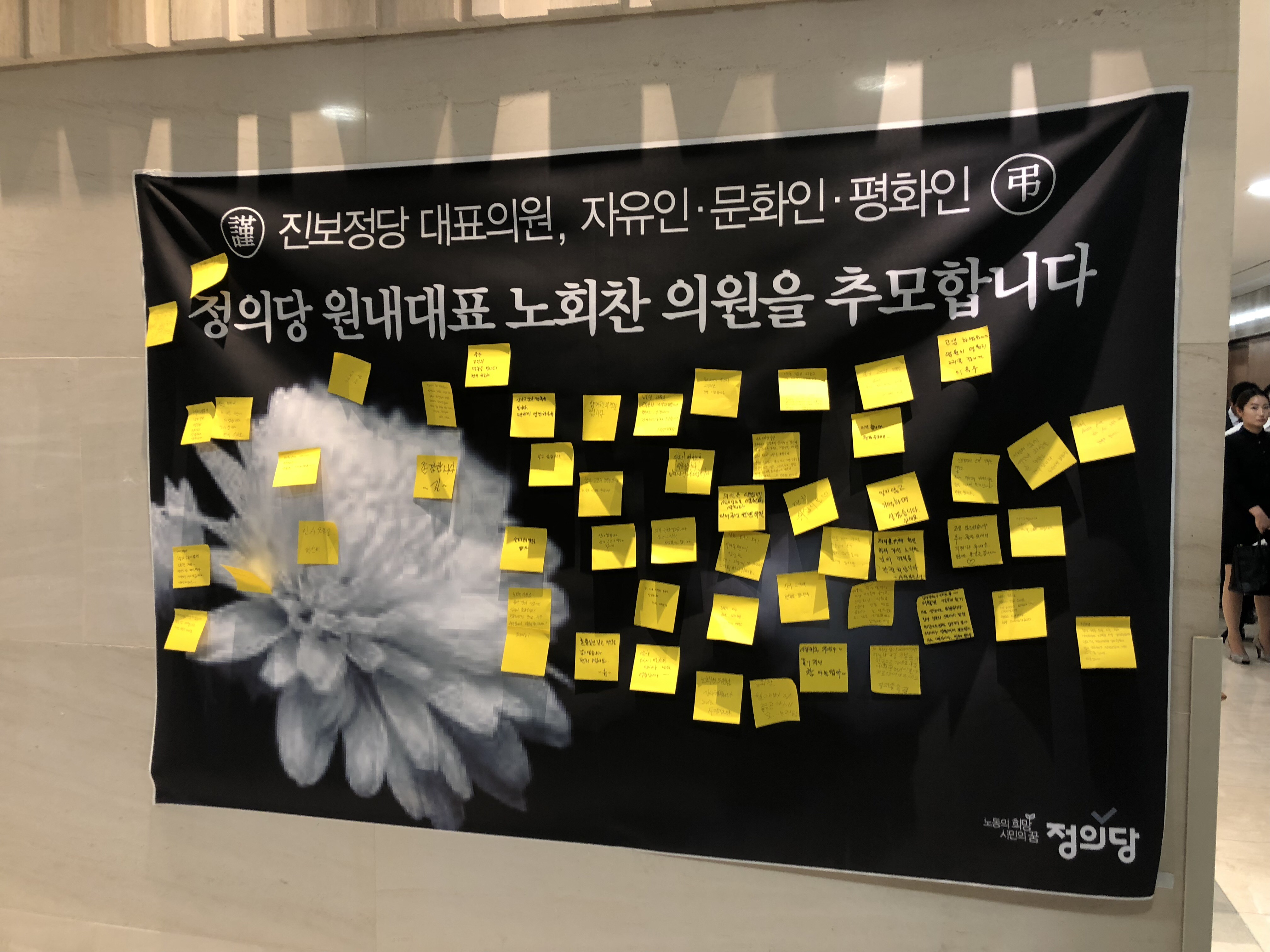
2018년 서울에서 치러진 노회찬의 장례식

드루킹 특별검사팀은 드루킹 일당이 노회찬 정의당 의원에게 5천만원을 전달했다는 의혹에 대한 조사를 진행하였다. 이 사안은 이미 2016년 경찰의 조사에서 무혐의로 처분하였으나, 특검의 재조사 결과 경공모 메신저 대화에서 관련 사안이 언급됐고 비슷한 시기 큰 돈이 경공모 계좌에서 움직인 흔적이 발견되었다. 특검은 해당 불법 정치자금을 느릅나무 차 상자에 담아 노회찬에게 전달했다는 진술을 확보하였다. 한편 노회찬 본인은 해당 의혹을 부인하였다.
특검은 과거 노회찬의 무혐의 결론이 위조된 증거를 바탕으로 내려진 것으로 판단하였다. 수사팀은 드루킹 일당이 5000만원 중 2000만원은 노회찬이 ‘산채’로 불린 파주 느릅나무 출판사를 찾은 자리에서 전달하였고, 나머지 3000만원은 서울에서 쇼핑백에 담아 노회찬의 지역구인 경남 창원까지 가서 노회찬 부인의 운전기사를 통하여 전달하였다고 보았다.
특검의 불법자금 관련 수사가 진행되던 중, 노회찬은 7월 23일 아파트에서 투신해 자살하였다. 그는 유서에 "2016년 3월 두 차례에 걸쳐 경공모(경제적 공진화 모임)로부터 모두 4천만원을 받았다"며 "어떤 청탁도 없었고 대가를 약속한 바도 없었다", "참으로 어리석은 선택이었으며 부끄러운 판단이었다. 책임을 져야 한다"면서 "잘못이 크고 책임이 무겁다. 법정형으로도 당의 징계로도 부족하다"는 내용의 유서를 남겼다.
그러나 7월 31일 드루킹은 진술을 번복하여 2014년과 2015년 각각 한 차례씩 총 4천 만원의 강의료를 노회찬에게 준 것이 전부라고 밝혔으며, 특검에서는 이 중 2천 만원을 드루킹이 느릅나무 출판사에서 노회찬 의원에게 직접 전달하였다고 보고 있다.

## 드루킹의 활동자금 출처 의혹
드루킹의 댓글 조작 아지트였던 느릅나무 출판사는 단 한 권의 책도 출판하지 않으면서도, 4층짜리 건물 중 1~3층을 임대해 사용하며 월 500만원 수준의 사무실 임대료를 밀리지 않고 지불해 왔던 것으로 알려졌다. 거기다 4~5명 직원 인건비, 댓글 작업에 동원된 조직원 20~30명의 관리비, 경찰이 압수한 170여대의 휴대전화 비용 등을 더하면, 월 수천만원의 운영비가 들어간 것으로 추산되었다.
드루킹 일당은 연간 운영비가 11억원 정도에 강연료와 비누 판매로 운영비를 충당한다고 하였으나, 강연료와 비누 사업으로 충당하기엔 턱없이 부족한 액수라는 지적이 있었다. 드루킹의 출판사에 3월 20일 입금된 강의 수입은 175만원 선으로, 연 24회 강연 기준 4200만원에 불과하며, 비누 판매 역시 녹록치 않았기 때문에, 6000만원에 달하는 임대료도 내기 어려운 수익 구조였다. 드루킹의 장모는 드루킹이 10년 간 방에서 컴퓨터만 하며 생활비도 벌어온 적이 없다고 증언하였다. 또한 드루킹의 부인의 명의인 아파트를 매입할 때에도 드루킹의 돈이 전혀 들어가지 않았다고 부동산 관계자는 밝혔다. 이에 따라 연간 11억원 가량의 운영비 출처에 대한 의문이 제기되었다.
또한 드루킹은 댓글 요원 30여명을 고용해 이들에게 많게는 200만원 가량의 월급을 지급한 것으로 드러났다. 특검 수사팀은 드루킹 일당의 댓글 조작이 정치적 목적을 가진 조직적 활동이라고 판단하여, 정치권 인사와의 유착 의혹으로 수사를 확대하였다.

## 수사 관련 의혹

### 검경의 수사 은폐 및 축소 의혹
최초에 경찰이 드루킹을 검찰에 송치할 때 김경수에 대한 내용은 포함시키지 않아, 야권과 법조계 일각에서 “여권 실세이자 친문인 김경수에 대한 내용을 일부러 뺀 것이 아니냐”라는 수사 축소 의혹이 일었다.
또한 이미 3월 21일 드루킹을 체포하였음에도 불구하고 4월 13일 언론 보도가 나올 때까지 24일 간 관련 사실을 밝히지 않았던 것도 논란이 되었다. 또한 수사 착수 2개월이 지난 시점까지 피의자가 민주당원이란 사실을 밝히지 않은 점도 논란을 부추겼다.

## 드루킹 특검
검찰과 경찰의 수사 은폐 및 축소 의혹과 사안의 중대성으로 인해, 야권에서는 이 사건에 대한 특검을 추진하였고 여당에서는 반발하였다. 이 문제로 한 동안 국회가 정상화 되지 않는 진통 끝에, 2018년 5월 21일 국회 본회의에서 '드루킹의 인터넷상 불법 댓글 조작 사건과 관련된 진상규명을 위한 특별검사의 임명 등에 관한 법률안'이 통과되었다. 6월 7일 특별검사로 허익범 변호사가 임명되었다.

## 판결

### 1심 판결 (사건번호 2018고합823)
2019년 1월 30일, 서울중앙지방법원 형사 32부(부장판사 성창호)는 '드루킹' 김동원에게 댓글 조작, 뇌물공여 등의 혐의에 대해서는 징역 3년 6개월의 실형을, 정치자금법 위반 혐의에 대해서는 징역 6개월에 집행유예 1년을 선고했다. 함께 기소된 도두형 변호사 등 일당 9명에겐 집행유예∼징역 1년 6개월의 실형을 선고했다.
또한 서울중앙지법은 김경수가 드루킹 일당의 댓글 조작에 가담하였다고 판단해 김경수에게 댓글조작 혐의에 대해선 징역 2년의 실형을, 공직선거법 위반 혐의에 대해선 징역 10월에 집행유예 2년을 선고하였으며, 법정구속 결정을 내렸다. 상급심에서 형이 유지·확정될 경우, 김 지사는 도지사직을 상실하게 된다. 김경수 도지사의 구속에 따라 직무정지 상태가 되었으며, 박성호 경상남도 행정부지사가 경상남도지사 권한대행을 맡게 되었다.

### 2심 판결 (사건번호 2019노461)
2020년 11월 6일, 서울고등법원 형사 2부(부장판사 함상훈)는 김경수에게 징역 2년을 선고했다. 컴퓨터등장애업무방해 혐의는 1심과 같이 유죄로 판단했지만, 공직선거법 위반 혐의에 대해서는 1심과 달리 무죄를 선고했다.
2019년 4월 보석으로 풀려나 불구속 재판을 받고 있었던 김경수는 이날 실형이 선고됐지만, 1심 때와 달리 법정구속되지는 않았다.

### 상고심 판결 (사건번호 2020도16062)
2021년 7월 21일, 대법원 형사 2부(주심 이동원 대법관)는 공직선거법 위반 혐의는 무죄, 컴퓨터등장애업무방해 등의 혐의만 인정한 징역 2년의 원심을 확정했다. 대법원에서 실형이 확정되며 김경수는 경남도지사직을 잃었고, 이후 7월 26일 창원교도소에 재수감되었다.

## 반응
더불어민주당은 성창호 서울중앙지방법원 판사가 양승태 전 대법원장 비서실에서 근무한 이력을 거론하며 "사법농단 세력에 의한 보복"이라고 주장하면서 "반드시 국민에 의해 제압될 것"이라는 반응을 보인 가운데 민주평화당 박지원 의원은 "더불어민주당에서 주장하는 양승태 전 대법원장과의 특수관계를 알았다면 재판부에 대한 제척 및 기피 신청을 진작 생각했었어야 한다"고 말했다. 자유한국당 나경원 의원은 "문재인 대통령은 최측근인 김경수 지사의 댓글 조작 부분에 대해 어디까지 알고 있었는지 답해야 한다"고 문재인 대통령을 비판했다.
더불어민주당의 1심 판결 불복 및 성창호 판사에 대한 공격에 대해서 "삼권분립 침해"라는 비판이 제기된다. 특히 성창호 판사가 박근혜, 김기춘, 조윤선 등 국정농단의 주요 인물들에 대해 실형을 선고하거나 구속영장을 발부했을 때 더불어민주당은 "마땅하고 옳은 일"이라면서 환영하는 논평을 냈는데, 김경수 판결에 대해서는 "사법농단 적폐"라고 비난하여 '이중잣대' 논란이 제기되었다.
한편 청와대 국민청원에는 "시민의 이름으로, 이번 김경수 지사 재판에 관련된 법원 판사 전원의 사퇴를 명령합니다"라는 제목의 청원글이 올라왔고, 31일 오전 기준 11만 7000명이 동의 서명을 남겼다.
박경신 고려대 로스쿨 교수는 "김경수와 드루킹을 분리해서 사고하려는 전략 자체가 힘겨워 보였다"며 "그렇게 긴 기간을 그렇게 많은 텔톡이 오는데 보지 않았다고 입증하기가 어려워 보였다"고 지적했다. 그러면서 "드루킹의 행위 자체가 중범죄가 될 수 없음을 힘을 합쳐 소명했어야 한다"고 말했다. 박 교수는 소프트웨어를 이용한 댓글, 추천 올리기에 대해 컴퓨터 업무방해죄가 있어도 대부분 벌금형 정도였다며, "다른 이용자들에게 피해를 준 것도 아니고 컴퓨터들이 작동하는 방식대로 자동화한 것일 뿐"고 지적했다.

## 같이 보기
- 친문재인 댓글부대
- 드루킹의 인터넷상 불법 댓글 조작 사건과 관련된 진상규명을 위한 특별검사의 임명 등에 관한 법률
- 대깨문
- 국가정보원 여론 조작 사건
- 사이버 여론 조작
- 트루크립트
- 사전 공격